# Eqrem Basha
Eqrem Basha (makedonski Еќрем Баша) (Debar, Makedonija, 1948.) je jedan od najcjenjenijih suvremenih albanskih pisaca s Kosova. Njegov su život i književni radi u bliskoj svezi s Kosovom i glavnim gradom Kosova Prištinom, u koju je doselio ranih 1970-ih radi sturija jezika i književnosti na novoutemeljenom sveučilištu na albanskom. Poslije je radio na TV Prištini kao urednik dramskog programa. Kad su srpski militanti 1989.-1990. preuzeli tu postaju, otpušten je iz političkih razloga. 
Od 1971. do 1995. objavio je osam svezaka inovativnih zbirka pjesama, tri knjige kratkih priča te brojne prijevode, posebice francuske književnosti i drame.